# Où l'homme dépasse l'homme
Où l'homme dépasse l'homme est le second pilote de la série télévisée Star Trek, filmé en juillet 1965 après le rejet du premier pilote, The Cage par la NBC. Il fut diffusé pour la première fois sur la chaine américaine NBC le 22 septembre 1966 en tant que troisième épisode de la première saison. Le titre original de l'épisode est Where No Man Has Gone Before, ce qui se traduit en français par Où nul homme n'est allé avant.
L'USS Enterprise, en route pour une mission d'exploration, intercepte un signal de détresse d'un vaisseau disparu deux cents ans auparavant. Un phénomène inconnu touche un des membres d'équipage, provoquant chez lui des pouvoirs divins.

## Distribution

### Acteurs principaux
- William Shatner : James T. Kirk (VF : Hubert Noël)
- Leonard Nimoy : Spock (VF : Régis Dubost)
- James Doohan : Montgomery Scott (VF : Michel George)
- George Takei : Hikaru Sulu (VF : Daniel Roussel)

### Acteurs secondaires
- Gary Lockwood : Lieutenant Commandant Gary Mitchell (VF : Daniel Roussel)
- Sally Kellerman : Dr Elizabeth Dehner (VF : Yolande Roy)
- Lloyd Haynes : Alden
- Andrea Dromm : Yeoman Smith
- Paul Carr : Lt. Lee Kelso
- Paul Fix : Dr Mark Piper

## Résumé
L'USS Enterprise est en mission d’exploration aux confins de la galaxie. En route, il découvre la « boîte noire » du SS Vaillant, un vaisseau terrien perdu 200 ans auparavant. L'enregistreur est à peine fonctionnel, mais indique que le Vaillant avait été balayé par « une tempête magnétique ». Il contient les données des derniers moments à bord de l’infortuné vaisseau et montre que l'équipage avait frénétiquement cherché des informations sur la perception extrasensorielle dans l'ordinateur de bord. La bande finit avec le capitaine du Vaillant ordonnant l'autodestruction.
Kirk décide qu'ils doivent savoir ce qui est arrivé au Vaillant et l’Entreprise se dirige vers le bord de la Galaxie. Il rencontre une barrière étrange, qui cause des dégâts électriques sérieux aux systèmes du vaisseau, le forçant à reculer. En même temps, le navigateur Gary Mitchell et le psychiatre du bord, la docteur Elisabeth Dehner, sont tous les deux laissés inconscients par l'effet du champ magnétique. À son réveil, Mitchell commence à montrer des pouvoirs psychiques remarquables.
Peu après, Mitchell devient de plus en plus arrogant et hostile envers le reste de l'équipage, déclarant qu'il est devenu divin. Il met en application ses désirs avec des pouvoirs télépathiques et télékinésiques effrayants. Spock croit que le Vaillant peut avoir éprouvé le même phénomène. Les autres membres d'équipage doivent avoir détruit le vaisseau pour empêcher ces pouvoirs de se propager dans la Galaxie.
Pour l’aider à neutraliser Mitchell, Kirk fait appel à l'humanité du docteur Dehner, laquelle voit plus lentement ses pouvoirs augmenter. Comme Mitchell se prépare à tuer Kirk, Dehner attaque Mitchell pour l'affaiblir et ce dernier réplique. Avant que Mitchell ne puisse reprendre toutes ses forces, Kirk l'enterre sous une chute de rochers.
Plus tard, Kirk indique dans son journal que, autant Dehner que Mitchell, ils ont donné leur vie « en faisant leur devoir ».

## Autour de l'épisode
- Cet épisode marque la première apparition de la phrase « Where no man has gone before » (« Où aucun homme n'est jamais allé ») qui se trouve dans le monologue introductif de la série[1].
- Cet épisode est le premier à indiquer la date stellaire (1312.4) et le premier à faire référence à l'académie de Starfleet ; c'est la première utilisation par l'équipe de tournage d'une partie d'Échec cubiques[2].
- L'USS Enterprise franchit à nouveau la barrière galactique dans l'épisode Tu n'es que poussière avec l’aide des Kelvans.
- Gary Mitchell évoque une ancienne aventure amoureuse de Kirk, avec une "blonde et charmante laborantine". Certains fans ont spéculé qu'il pouvait s'agir de Carol Marcus (Star Trek 2 : La Colère de Khan) ou de Ruth (Une partie de campagne). Ceci n'a cependant jamais été établi de manière canonique.
- La pierre tombale de Kirk montrée par Mitchell montre les initiales "James R. Kirk" en contraire avec son futur nom officiel de "James T. Kirk" (pour "Tiberius.") Plusieurs explications de fans tenteront d'expliquer qu'il s'agit à l'origine d'une blague entre Mitchell et Kirk[3].
- La série spin-off Star Trek : La Nouvelle Génération adoptera un titre similaire à celui de cet épisode dans sa première saison : Where No One Has Gone Before.

## Production
C'est en juillet 1965 que le producteur et créateur Gene Roddenberry lance le tournage d'un second pilote pour son concept de série de science-fiction baptisée Star Trek. En effet un an auparavant, les décideurs de NBC avaient rejeté le premier pilote, The Cage, avec Jeffrey Hunter dans le rôle du capitaine Christopher Pike. La série leur avait été vendue comme une sorte de Grande Caravane vers l'espace et ils jugeaient que le résultat n'était pas à la hauteur et bien trop cérébral.
C'est l'actrice Lucille Ball qui possédait les studios Desilu, qui produisait la série, qui insista auprès de la chaîne car elle croyait en ce projet et appréciait Roddenberry. L'un des producteurs, Oscar Katz fit pression envers la chaine le studio d'envisager un second pilote, rappelant que ce sont eux qui ont choisi le script du premier pilote parmi les trois proposés au départ (The Cage, Nous, le peuple et Trois femmes dans un vaisseau). Le 26 mars 1965, NBC accepte la proposition de Roddenberry.

### Écriture
Plusieurs scripts sont alors produits en remplacement. Gene Roddenberry s'occupa de celui de ce qui deviendra Nous, le peuple et le scénariste Stephen Kandel de Trois Femmes dans un vaisseau Roddenberry s'adresse aussi à un de ses associé et scénariste de longue date, Samuel A. Peeples afin que celui-ci lui soumette des idées. Peeples trouva l'idée originale de Où l'homme dépasse l'homme et est engagé pour en écrire le scénario.
Pour cause de maladie, Kandel ne put pas finir son script à temps et seuls les deux autres furent soumis à la direction de NBC qui préféra Où l'homme dépasse l'homme en tant que pilote.
Le premier script est rédigé le 27 mai 1965, suivi d'un second daté du 16 juin. La version finale est remise le 28 juin, puis à nouveau révisée les 8/9 et 14/15 juillet.

### Casting
C'est l'acteur canadien William Shatner qui tient le rôle principal, celui du capitaine James T. Kirk, remplaçant Jeffrey Hunter démissionnaire du rôle car sa femme n'aimait pas la série. Shatner était le troisième en liste pour l'attribution du rôle de James T. Kirk ; parmi les prétendants figurent les acteurs Jack Lord et Lloyd Bridges.
À l'origine, l'assistant de Kirk devait être une femme jouée par Majel Barrett dans le rôle de « Numéro Un. » Mais celle-ci est évincée. Solow et Justman affirment dans leur livre que NBC n'était pas opposée à un personnage féminin important, mais doutait des capacités de la comédienne. De plus cela permettait de mettre en avant le caractère indispensable du personnage de Spock, toujours interprété par Leonard Nimoy, que le studio voulait éliminer à l'origine à cause de l'apparence satanique que lui confèrait ses oreilles pointues.
Cet épisode marque aussi la première apparition du lieutenant Hikaru Sulu (ici au poste d'officier scientifique) interprété par George Takei, et celle du lieutenant commandant Montgomery « Scotty » Scott (chef-ingénieur) incarné par James Doohan. Celui-ci avait d'ailleurs hésité sur de nombreux accents à donner à son personnage et son nom fut choisi par rapport à son accent écossais. Le lieutenant Uhura et Leonard McCoy n'existant pas encore, le rôle du Docteur du vaisseau est confié au personnage de Paul Fix, un médecin nommé Mark Piper. Celui-ci devait être régulier dans la série avant que le personnage de McCoy ne le remplace. De même, il était prévu que les personnages de l'officier Alden et de Yeoman Smith reviennent régulièrement dans la série, mais ils ont été remplacés par ceux de  Uhura et de Janice Rand. C'est aussi la première apparition de l'acteur Eddie Paskey qui fera de nombreuses apparitions en arrière-plan dans la série sous le nom du Lieutenant Leslie.
Gary Lockwood qui incarne le rôle de Gary Mitchell jouait aussi le rôle de l'astronaute Frank Poole dans le film 2001, l'Odyssée de l'espace de Stanley Kubrick (1968). Il tenait aussi le rôle principal de la série précédente de Roddenberry : "The Lieutenant."

### Tournage
Le tournage débute le 19 juillet 1965 avec quelques jours de retard par rapport au programme prévu, sous la direction de James Goldstone dans les studios Desilu à Culver City. Goldstone embauchera en tant que directeur de la photographie, Ernest Haller, connu dans le métier pour avoir gagné l'Oscar de la meilleure photographie en 1940 sur le film Autant en emporte le vent. Il fut sorti de sa semi-retraite par Goldstone après qu'un caméraman se soit rendu indisponible.
Durant le tournage de cet épisode, un nid de guêpes fut agité par l’éclairage du plateau. Plusieurs membres du casting et de l’équipe technique furent piqués. L'incident ayant eu lieu un vendredi, le temps du week-end permis à l'équipe de récupérer même si William Shatner piqué à l'œil, dû se faire maquiller plus que prévu afin de cacher les piqûres lors du tournage le lundi suivant,.
Les uniformes sont les mêmes que ceux de The Cage et ne sont pas encore les costumes définitifs. Ceux-ci n'ont été créé que lorsque la série fut enfin commandée pour une saison complète. La plupart des décors sont eux aussi issue du pilote original et seul le décor de l'infirmerie sera construit pour l'épisode. Le maquillage de Spock lui aussi sera changé.
Gary Lockwood et Sally Kellerman durent porter des lentilles de contact de couleur argent qui s'avérèrent dangereuses et peu pratiques pour les yeux des deux acteurs. Gary Lockwood était obligé de lever la tête et de respirer par le nez s'il voulait voir à travers les petits trous, ce qui lui conférait involontairement un air arrogant en raccord avec son personnage.
Les plans de vaisseaux sont tournés avec la même maquette que celle qui est utilisée dans "The Cage". Si celle-ci changera avec le temps, de nombreux plans filmés pour cet épisode seront réutilisés pour la série. La matte painting créée par Albert Whitlock, représentant la surface de Delta Vega, sera réutilisée pour représenter la colonie de Tantalus dans l'épisode Les Voleurs d'esprit.
Le tournage fut bouclé le 28 juillet 1965 par la scène de combat entre Kirk et Mitchell après 9 jours de tournage, soit 2 jours de trop par rapport au planning prévu,,. L'épisode coûta à produire 300 000 $ soit moitié moins que "The Cage" dont il recyclait les décors et accessoires.

### Post-production
Gene Roddenberry étant occupé sur le tournage du pilote de la série Police Story la post-production de l'épisode fut repoussée pour n'être achevée qu'à la fin du mois de janvier 1966. Le thème de Star Trek d'Alexander Courage est orchestré différemment avec une musique de fin différente de celle utilisée par la série.
Pour l'occasion de cet épisode sont enregistrés des voix des rapports du personnel qui seront recyclés et réutilisés dans plusieurs épisodes. Il s'agit pour la plupart des voix de Gene Roddenberry, Robert Justman et Majel Barrett.

## Premier montage
À la fin du mois de janvier 1966, Roddenberry présente aux exécutifs de la NBC un montage de l'épisode sensiblement différent de celui qui sera finalement diffusé, avec une présentation de la mission de la série plus approfondie. Cette version porte le code de production 02a tandis que l'épisode diffusé le 22 septembre aura le code 02b. Dans la version 02a chaque acte est numéroté à l'écran ("Acte I", "Acte II", etc), le monologue initial de William Shatner est plus long, les musiques ne sont pas les mêmes et il possède un épilogue à la manière des séries télévisées de Quinn Martin.
Le script de Peeples étant plus orienté action que The Cage, le résultat plaît à NBC, qui donne le feu vert en février 1966 pour la poursuite de la série Star Trek. En 1988 Roddenberry affirmera que c'est le combat entre Kirk et Mitchell à coup de poing en fin d'épisode qui gagna la confiance des exécutifs.
Alors que The Cage durait environ 63 minutes, Où l'homme dépasse l'homme durait 55 minutes et certaines scènes furent supprimées afin d'atteindre la longueur maximal de 50 minutes pour créer la version "02b". Les studios ne gardèrent pas la trace du premier montage qui fut considéré pendant très longtemps comme perdu malgré les demandes de fans lors des conventions. En 2009, un collectionneur de film allemand en trouve toutefois une copie, qui sera envoyé à la Paramount et CBS. Ceux-ci la sortiront en version restaurée dans le coffret Blu-ray de la saison 3 originale, sous le titre "Where No Fan Has Gone Before" – The Restored, Unaired Alternate Pilot Episode,,

## Diffusions

### Diffusion aux États-Unis
L'épisode fut retransmis à la télévision pour la première fois le 22 septembre 1966 sur la chaîne NBC en tant que troisième épisode de la première saison. En effet, alors qu'il fut construit comme un pilote, la NBC trouvait qu'il comportait trop d'exposition. Il fut rediffusé pour la première fois le 20 avril 1967.

### Diffusion au Royaume Uni et au Québec
L'épisode fut le tout premier épisode de Star Trek à être diffusé au Royaume Uni le 12 juillet 1969 sur BBC One.
En version francophone, doublée par la firme Sonolab de Montréal, l'épisode fut diffusé au Québec en 1969. 

### Diffusion en France
En France, l'épisode est diffusé le 5 juillet 1986 lors de la rediffusion de l'intégrale de Star Trek sur La Cinq.

## Réception critique
Dans un classement pour le site Hollywood.com Christian Blauvelt place cet épisode à la 41e position sur les 79 épisodes de la série originelle et se moque du prémisse de l'épisode. Pour le siteThe A.V. Club Zack Handlen donne la note de gave 'B+' , trouvant l'épisode « gênant » mais « gardant quand même un certain charme. »

## Adaptations littéraire
L'épisode fut novélisé dans une nouvelle de 27 pages portant le titre de Where No Man has Gone Before par l'auteur James Blish dans le livre Star Trek 8, le huitième recueil compilant différentes histoires de la série et sorti en novembre 1972 aux éditions Bantham Books. En 1977, l'épisode connu aussi une adaptation en roman photo créé à partir des captures d'écran de l'épisode.
Dans le roman Q-Zone (non-canon), on découvre que le Continuum Q a placé la barrière galactique pour empêcher l'entrée d'un être appelé 0 dans la « Galaxie de la Voie Lactée ». Gary Mitchell et Elizabeth Dehner ont été ainsi affectés par une « partie » de 0, expliquant l'origine de leurs pouvoirs.
Le roman Q-Squared (non-canon) révèle que la barrière galactique a capturé l'essence de Q après qu'une confrontation avec Trelane l'a dispersé à travers l'espace et le temps. Q n'est pas parvenu à échapper à la barrière lorsqu'il s'est fixé à un membre d'équipage du SS Vaillant, mais y parviendra deux siècles plus tard en se fixant à Mitchell et Dehner.

## Éditions commerciales
Aux États-Unis, l'épisode est disponible sous différents formats. En 1985, l'épisode est sorti en VHS et Betamax. L'épisode sortie en version remastérisée sous format DVD en 1999 et 2004. Il connut une remasterisation sortie le 20 janvier 2007 avec de tout nouveaux effets spéciaux.
En France, l'épisode fut disponible avec l'édition VHS de l'intégrale de la saison 1, sortie le 13 janvier 2000. L'édition DVD est sortie le 30 août 2004 et l'édition Blu-ray le 29 avril 2009.